# Holler (Westerwald)
Holler település Németországban, Rajna-vidék-Pfalz tartományban. Lakosainak száma 1017 fő (2023. december 31.). Holler Montabaur községgel határos.

## Népesség
A település népességének változása:
| Lakosok száma | 866  | 1038 | 1018 | 1000 | 1032 | 1017 |
|               | 1975 | 2017 | 2019 | 2021 | 2022 | 2023 |